# Denis Joseph Demauroy
Denis Joseph Demauroy, dit Mauroy, né le 2 juillet 1726 à Troyes (Champagne), mort le 8 décembre 1796 dans la même ville, est un général de brigade de la Révolution française.

## États de service
Il est fait chevalier de Saint-Louis le 13 avril 1774. Il est nommé colonel le 22 mai 1781, et en 1791, il commande l’école d’artillerie de Valence.
Il est promu maréchal de camp le 18 juillet 1792, et inspecteur général d’artillerie à l’armée du midi. Le 14 avril 1793, il occupe les mêmes fonctions dans les 13e et 14e divisions militaires, et il est admis à la retraite le 31 mars 1796.
Il se suicide le 8 décembre 1796, à Troyes.

## Sources
- (en) « Generals Who Served in the French Army during the Period 1789 - 1814: Eberle to Exelmans »
- Léon Hennet, Etat militaire de France pour l’année 1793, Siège de la société, Paris, 1903, p. 12-33-114.
- Côte S.H.A.T.: 4 YD 3898